# レオポール・セダール・サンゴール橋
レオポール・セダール・サンゴール橋(Passerelle Léopold-Sédar-Senghor)、またはソルフェリーノ橋(Pont de Solférino)はフランス、パリのセーヌ川に架かる鋼製アーチ式歩道橋である。
オルセー美術館とテュイルリー庭園を結んでいる現在の橋の設計を行ったのはマルク・ミムラム、建設は1997年から1999年の間に行われた。セーヌ川を鋼鉄アーチで一跨ぎしているこの橋は上面がブラジル産の木材で覆われており軽く暖かい外観を持っている。また木製のベンチが設けられており散策者が一休みできるようになっている。一方でその基礎は地下15mに達し、150トンの重量を支えている。この橋の成功でミムラムは1999年の銀の定規賞(Équerre d'Argent)を受賞した。
2006年10月9日、セネガル大統領レオポール・セダール・サンゴールにちなんでレオポール・セダール・サンゴール橋と改名された。

## 以前の橋（ソルフェリーノ橋）
以前はアナトール・フランス通りとテュイルリー通りを結ぶ橋があった。これはアンヴァリッド橋と同様ポール・マルタン・ガロシェ・ド・ラガリセリとジュール・サヴァランが設計した橋で、自動車も通れるものだった。1861年ナポレオン3世が除幕した。命名は1859年のソルフェリーノの戦いでの勝利を記念したものである。この橋が脆くなってきたので（とりわけ川船の衝突が効いた）1961年に歩道橋に架け替えられ、1992年まで使われていた。

## 交通
- メトロ12号線 アサンブレ・ナシオナル駅Assemblée nationale下車

## 隣の橋
（上流）カルーゼル橋―ロワイヤル橋―レオポール・セダール・サンゴール橋（ソルフェリーノ橋）―コンコルド橋―アレクサンドル3世橋―（下流）